# Henry E. Allison
Henry Edward Allison (geb. 25. April 1937; gest. 5. Juni 2023) war ein amerikanischer Kantforscher und galt als weithin führender Experte für Immanuel Kants Philosophie im englischsprachigen Raum. Er hatte eine Professur an der University of California, San Diego inne und war Gastprofessor an der Boston University.

## Ausbildung und Werdegang
Allison promovierte 1964 an der New School for Social Research mit einer Dissertation über Gotthold Ephraim Lessing, die Aron Gurwitsch betreute. Von 1973 bis 1997 unterrichtete er an der University of California, San Diego, ein Lehrstuhl dort ist zu seinen Ehren benannt. Dem Lehrkörper der Boston University trat er 1997 bei. 1996 wurde er zum Mitglied der Norwegischen Akademie der Wissenschaften. Er war außerdem im Vorstand der North American Kant Society und wurde 2023 zum Mitglied der American Academy of Arts and Sciences gewählt.

## Werk
Seine Forschungsschwerpunkte betrafen die Philosophie von Immanuel Kant, Baruch Spinoza und die europäische Philosophiegeschichte des 18. und 19. Jahrhunderts, insbesondere des Deutschen Idealismus. Sein wohl bekanntestes Werk, Kant’s Transcendental Idealism (1983), schlug damals eine neue, erkenntnistheoretische Lesart der Kritik der reinen Vernunft vor, die von der etablierten Lesart abwich und sie gegen prominente zeitgenössische Philosophen, wie etwa Paul Guyer, verteidigte. Seine Interpretation versteht den transzendentalen Idealismus als grundlegende Theorie des Erkennens, die zwei Perspektiven auf das Erkenntnisobjekt unterscheidet: die menschliche, nach der Gegenstände an die Bedingungen der menschlichen Vermögen (vor allem der Anschauungsformen und der Verstandesbegriffe) gebunden sind; und den Standpunkt des intuitiven Verstandes (intellectus archetypus), der die Objekte an sich und ohne jede einschränkende Bedingung wahrnimmt. Dies wird auch als „two aspects“-Interpretation bezeichnet.

## Veröffentlichungen
- Locke's Theory of Personal Identity: A Re-examination. Journal of the History of Ideas 27 (1):41, 1966.
- Christianity and Nonsense. Review of Metaphysics 20 (3):432 - 460, 1967.
- Faith and Falsifiability. Review of Metaphysics 22 (3):499 - 522, 1969.
- Kant's Transcendental Humanism. The Monist 55 (2):182-207, 1971.
- Bishop Berkeley's Petitio. Pacific Philosophical Quarterly 54 (3):232, 1973.
- Kant's critique of Berkeley. Journal of the History of Philosophy 11 (1):43, 1973.
- The Critique of Pure Reason as Transcendental Phenomenology. In Don Ihde & Richard M. Zaner (eds.), Dialogues in Phenomenology. Martinus Nijhoff. pp. 136--155, 1975.
- Kant's Refutation of Realism. Dialectica 30 (2‐3):223-253, 1976.
- The non-spatiality of things in themselves for Kant. Journal of the History of Philosophy 14 (3):313-321, 1976.
- Mit Paul Kashap: Some Recent Works on Spinoza's ThoughtBenedict De Spinoza. Journal of the History of Ideas 38 (3):541, 1977.
- Kant's Critique of Spinoza. In Richard Kennington (ed.), The Philosophy of Baruch Spinoza. Catholic University of America Press. pp. 199--277, 1980.
- Locke's Pyrrhic Victory. Journal of the History of Ideas 42 (4):672, 1981.
- Incongruence and ideality. Topoi 3 (2):169-175, 1984.
- Mit Eckart Forster: Kant's Transcendental Idealism: An Interpretation and Defence. Journal of Philosophy 82 (12):734, 1985.
- The Concept of Freedom in Kant’s “Semi-Critical” Ethics. Archiv für Geschichte der Philosophie 68 (1):96-115, 1986.
- Morality and freedom: Kant's reciprocity thesis. Philosophical Review 95 (3):393-425, 1986.
- Reflections on the b-deduction. Southern Journal of Philosophy 25 (S1):1-15, 1987.
- Benedict de Spinoza: An Introduction. Philosophical Review 99 (1):114-116, 1987.
- Kant's Transcendental Idealism. Yale University Press, 1988.
- The Hidden Circle in Groundwork III. Proceedings of the Sixth International Kant Congress 2 (2):149-160, 1989.
- Kant and the Claims of Knowledge by Paul Guyer. Journal of Philosophy 86 (4):214-221, 1989.
- Justification and Freedom in the Critique of Practical Reason. In Eckart Förster (ed.), Kant’s Transcendental Deductions: The Three ‘Critiques’ and the ‘Opus Postumum’. Stanford University Press. pp. 114-130, 1989.
- Kant’s Refutation of Materialism. The Monist 72 (2):190-208, 1989.
- Kant and the Claims of Knowledge. Journal of Philosophy 86 (4):214-221, 1989.
- Mit Barnard Carnois und David Booth: The Coherence of Kant's Doctrine of Freedom. Philosophical Review 99 (1):117, 1990.
- Kant's Theory of Freedom. New York: Cambridge University Press, 1990.
- On a Presumed Gap in the Derivation of the Categorical Imperative. Philosophical Topics 19 (1):1-15, 1991.
- Spinoza and the philosophy of immanence: Reflections on Yovel's the adventures of immanence. Inquiry: An Interdisciplinary Journal of Philosophy 35 (1):55 – 67, 1992.
- Gurwitsch's Interpretation of Kant, Reflections of a Former Student. Kant Studien 83 (2):208-221, 1992.
- Kant’s Antinomy of Teleological Judgment. Southern Journal of Philosophy 30 (S1):25-42, 1992.
- Kant's Doctrine of Obligatory Ends. Jahrbuch für Recht Und Ethik 1, 1993.
- Apperception and Analyticity in the B-Deduction. Grazer Philosophische Studien 44 (1):233-252, 1993.
- Kant on freedom: A reply to my critics. Inquiry: An Interdisciplinary Journal of Philosophy 36 (4):443 – 464, 1993.
- The Gulf Between Nature and Freedom and Nature ’s Guarantee of Perpetual Peace. Proceedings of the Eighth International Kant Congress 1:37-49, 1995.
- Reflections on the Banality of (Radical) Evil. Graduate Faculty Philosophy Journal 18 (2):141-158, 1995.
- On Naturalizing Kant's Transcendental Psychology. Dialectica 49 (2‐4):335-356, 1995.
- Kant’s Compatibilism. Philosophical Review 105 (1):125-127, 1996.
- Mit Hid Hudson: Kant’s Compatibilism. Philosophical Review 105 (1):125, 1996.
- Idealism and Freedom: Essays on Kant’s Theoretical and Practical Philosophy. New York: Cambridge University Press, 1996.
- Beauty and Duty in Kant's Critique of Judgement. Kantian Review 1:53-81, 1997.
- Michael Friedman, Stanley Cavell, und Henry E. Allison: Presidential addresses of the american philosophical association. Proceedings and Addresses of the American Philosophical Association 71 (2):5-21, 1997.
- We Can Act Only under the Idea of Freedom. Proceedings and Addresses of the American Philosophical Association 71 (2):39 - 50, 1997.
- Das Medusenhaupt der Kritik, Kantstudien Ergänzungshefte 128 (review). Journal of the History of Philosophy 36 (4):632-634., 1998
- Book reviews. Journal of the History of Philosophy 36 (4):632, 1998.
- 19. The Antinomy of Pure Reason, Section 9. In Georg Mohr & Marcus Willaschek (eds.), Review: Kant, Immanuel, _Kritik der reinen Vernunft_. Peeters Press. pp. 465-490, 1999.
- Kant. In Ted Honderich (ed.), The Philosophers: Introducing Great Western Thinkers. Oxford University Press, 1999.
- Kant’s Conception of Enlightenment. The Proceedings of the Twentieth World Congress of Philosophy 7:35-44, 2000.
- Where have all the categories gone? Reflections on Longuenesse's reading of Kant's transcendental deduction. Inquiry: An Interdisciplinary Journal of Philosophy 43 (1):67 – 80, 2000.
- The Critique of Judgment as a 'True Apology' for Leibniz. In Ralph Schumacher, Rolf-Peter Horstmann & Volker Gerhardt (eds.), Kant Und Die Berliner Aufklärung: Akten des Ix. Internationalen Kant-Kongresses. Bd. I: Hauptvorträge. Bd. Ii: Sektionen I-V. Bd. Iii: Sektionen Vi-X: Bd. Iv: Sektionen Xi-Xiv. Bd. V: Sektionen Xv-Xviii. De Gruyter. pp. 286-299, 2001.
- Ethics, evil, and anthropology in Kant: Remarks on Allen Wood's "Kant's Ethical Thought". Ethics 111 (3):594-613, 2001.
- Kant’s Theory of Taste: A Reading of the Critique of Aesthetic Judgment. New York: Cambridge University Press, 2001.
- Personal and professional. In S. Phineas Upham & Joshua Harlan (eds.), Philosophers in Conversation: Interviews From the Harvard Review of Philosophy. Routledge, 2002.
- Mit Peter Heath: Immanuel Kant: Theoretical Philosophy after 1781. Cambridge University Press, 2002.
- On the Very Idea of a Propensity to Evil. Journal of Value Inquiry 36 (2-3):337-348, 2002.
- Reflective Judgment and the Application of Logic to Nature: Kant's Deduction of the Principle of Purposiveness as an Answer to Hume. In Hans-Johann Glock (ed.), Strawson and Kant. Oxford University Press, 2003.
- Reply to the comments of Longuenesse and Ginsborg. Inquiry: An Interdisciplinary Journal of Philosophy 46 (2):182 – 194, 2003.
- Kant’s Transcendental Idealism: An Interpretation and Defense; Revised and Enlarged Edition. Yale University Press, 2004.
- Mit Paul Guyer: Dialogue: Paul Guyer and Henry Allison on Allison's Kant's theory of taste. In Rebecca Kukla (ed.), Aesthetics and Cognition in Kant's Critical Philosophy. Cambridge University Press, 2006.
- Transcendental realism, empirical realism and transcendental idealism. Kantian Review 11:1-28, 2006.
- Kant on Freedom of the Will. In Paul Guyer (ed.), The Cambridge Companion to Kant and Modern Philosophy. Cambridge University Press. pp. 381--415, 2006.
- Comments on Guyer. Inquiry: An Interdisciplinary Journal of Philosophy 50 (5):480 – 488, 2007.
- Mit ALlen W. Wood und Paul Guyer: Debating Allison on Transcendental Idealism. Kantian Review 12 (2):1-39, 2007.
- Mit John Anderson, Creagh McLean Cole, John Beversluis und James Robert Brown: Appearance in this list neither guarantees nor precludes a future review of the book. Mind 117 (468):468, 2008.
- Whatever begins to exist must have a cause of existence. Philosophy and Phenomenological Research 76 (3):525-546, 2008.
- Custom and reason in Hume: a Kantian reading of the first book of the Treatise. New York: Oxford University Press, 2008.
- Reason, Revelation, and History in Lessing and Kant. In Jürgen Stolzenberg, Fred Rush & Karl P. Ameriks (eds.), Glaube und Vernunft/Faith and Reason. De Gruyter. pp. 35-57, 2010.
- Mit Peter Heath, Gary Hatfield und Michael Friedman: Theoretical Philosophy After 1781. Cambridge University Press.
- Kant's Groundwork for the Metaphysics of Morals: A Commentary. New York, USA: Oxford University Press, 2010.
- Essays on Kant. Oxford, GB: Oxford University Press, 2012.
- The Singleness of the Categorical Imperative. In Margit Ruffing, Claudio La Rocca, Alfredo Ferrarin & Stefano Bacin (eds.), Kant Und Die Philosophie in Weltbürgerlicher Absicht: Akten des Xi. Kant-Kongresses 2010. De Gruyter. pp. 37-54, 2013.
- Revisiting Judgments of Perception. In Mario Egger (ed.), Philosophie Nach Kant: Neue Wege Zum Verständnis von Kants Transzendental- und Moralphilosophie. De Gruyter. pp. 71-86, 2014.
- Kant's Transcendental Deduction: An Analytic-Historical Commentary. Oxford, GB: Oxford University Press UK, 2015.
- Kant's Conception of Freedom: A Developmental and Critical Analysis. Cambridge University Press, 2019.
- An Introduction to the Philosophy of Spinoza. Cambridge University Press, 2022.